# ドスルコスル
『ドスルコスル』は、NHK Eテレで2017年10月12日から放送されている教育番組。

## 概要
世の中の諸課題をテーマごとに紹介する「どうする編」と、その課題を解決しようと取り組む子どもの姿を描く「こうする編」の2つセットの番組。

## 出演者
ドスル
声 - カンニング竹山
世の中の課題に頭を悩ましてばかりのおじさん。
コスル
声 - 本田望結
友だちと一緒に社会の課題にチャレンジする女の子。

## 放送リスト
2017年度は前半クールで「どうする編」、後半クールで「こうする編」をまとめて放送する形式であったが、2018年度からは対応する「どうする編」「こうする編」をテーマごとに対にする形で放送日程が再編成された。
2018年度は2017年度制作分を上半期・下半期で2サイクル放送したが、2019年に10回分（5テーマ）が追加制作され、2021年までは上半期に2019年度制作分、下半期に2017年度制作分を放送する形態となっていた。2022年は放送順こそ同じであるが、上半期・下半期で2サイクルの毎週更新形式とした。2023年度は下半期の半年のみの放送となる。
| 回 | 初回放送日     | サブタイトル                         | 年度別放送順 | 年度別放送順 | 年度別放送順 | テーマ     |
| 回 | 初回放送日     | サブタイトル                         | 2017         | 2018         | 2019以降     | テーマ     |
| -- | -------------- | ------------------------------------ | ------------ | ------------ | ------------ | ---------- |
| 1  | 2017年10月12日 | どうする? 町が住みづらくなる         | 1            | 1            | 11           | 地域経済   |
| 2  | 2017年10月26日 | どうする? 自然がこわれていく         | 2            | 3            | 13           | 環境       |
| 3  | 2017年11月09日 | どうする? お年寄りのサポート         | 3            | 5            | 15           | 福祉       |
| 4  | 2017年11月30日 | どうする? 大災害が起きたら           | 4            | 7            | 17           | 防災       |
| 5  | 2017年12月07日 | どうする? 外国の人たちとの共生       | 5            | 9            | 19           | 多文化共生 |
| 6  | 2018年01月11日 | こうする! 商店街を救え               | 6            | 2            | 12           | 地域経済   |
| 7  | 2018年01月25日 | こうする! 大切な自然を守る           | 7            | 4            | 14           | 環境       |
| 8  | 2018年02月08日 | こうする! 地域のお年寄りとつながろう | 8            | 6            | 16           | 福祉       |
| 9  | 2018年02月22日 | こうする! 災害への備え               | 9            | 8            | 18           | 防災       |
| 10 | 2018年03月08日 | こうする! 多文化共生の一歩           | 10           | 10           | 20           | 多文化共生 |
| 11 | 2019年04月11日 | どうする? 地域のつながりがなくなる   |              |              | 1            | 地域社会   |
| 12 | 2019年04月25日 | こうする! 地域のよさを伝えよう       |              |              | 2            | 地域社会   |
| 13 | 2019年05月16日 | どうする? エネルギーのこれから       |              |              | 3            | エネルギー |
| 14 | 2019年05月30日 | こうする! 未来の電気を守ろう         |              |              | 4            | エネルギー |
| 15 | 2019年06月13日 | どうする? 食べ物がもったいない       |              |              | 5            | 食         |
| 16 | 2019年06月27日 | こうする! 食品ロスをなくそう         |              |              | 6            | 食         |
| 17 | 2019年07月11日 | どうする? 日本の伝統                 |              |              | 7            | 伝統文化   |
| 18 | 2019年08月22日 | こうする! 伝統工芸のいまを伝える     |              |              | 8            | 伝統文化   |
| 19 | 2019年09月05日 | どうする? 仕事との向き合い方         |              |              | 9            | キャリア   |
| 20 | 2019年09月16日 | こうする! "働く"を考える             |              |              | 10           | キャリア   |